# محمدتقی احمدی
محمدتقی احمدی (متولد ۱۳۳۴) استاد عمران دانشگاه تربیت مدرس است.

## سوابق
احمدی دوره دکتری مهندسی سازه را در دانشگاه توهوکو ژاپن گذراند. او از سال ۱۳۷۴ تا اوایل سال ۱۳۷۷ ریاست مرکز تحقیقات راه، مسکن و شهرسازی را بر عهده داشت و با حکم وزیر راه و شهرسازی به ریاست دفتر تدوین مقررات ملی ساختمان منصوب شد. احمدی از ۳ تیر ۱۳۹۳ تا آبان ۱۴۰۰ ریاست دانشگاه تربیت مدرس را بر عهده داشت.